# Samuel Amundi Rising
Samuel Amundi Rising, född 1639 i Risinge församling, Östergötlands län, död 3 oktober 1722 i Hallingebergs församling, Kalmar län, var en svensk präst.

## Biografi
Samuel Rising föddes 1639 i Risinge församling. Han var son till komministern Amundus Joannis Myckovius. Rising prästvigdes 9 augusti 1675 och blev sedan huspredikant på Tuna kungsgård i Rystads socken. Han blev 1679 kyrkoherde i Hallingebergs församling och avsattes 24 februari 1720. Rising avled 1722.

### Familj
Rising gifte sig första gången med Engela Wulffson (död 1690), dotter till kaptenen Johan Wulffson på Dröpsta och Anna Gyllenbreider.Engela Wulffson var änka efter kyrkoherden Petrus Källman i Hallingebergs församling.Rising och Wulffson fick tillsammans barnen Christina Rising och Catharina Rising som var gift med Pehr Andersson.
Rising gifte sig andra gången 11 november 1690 med Agneta Gyllenbreider (1669–1698), dotter av löjtnanten Henrik Gyllenbreider och Agneta Årrhane. De fick tillsammans barnen kronolänsmannen Johan Gustaf Rising (1691–1764), fältväbeln Henrik Rising (1693–1766), Amund Rising (född 1695), Daniel Rising (född 1695) och Beata Rising (född 1697).
Rising gifte sig tredje gången 25 november 1702 med Christina Wallerius (född 1682), dotter av notarien Isak Wallerius och Maria Winterros i Stockholm.